# ميغان دانسو
ميغان دانسو هي ممثلة كندية، ولدت في 26 أبريل 1990 في فيكتوريا في كندا.

## أعمال

### أفلام
- خمسين ظل من جراي

## وصلات خارجية
- ميغان دانسو على موقع IMDb (الإنجليزية)
- ميغان دانسو على موقع ألو سيني (الفرنسية)
- ميغان دانسو على موقع قاعدة بيانات الفيلم (الإنجليزية)
- ميغان دانسو على موقع كينوبويسك (الروسية)